# Vivo '87
Vivo '87 è un album dal vivo di Benito Urgu & I Barrittas uscito solamente in musicassetta. Lo spettacolo è suddiviso in due parti che includono canzoni e gag comiche.

## Tracce
1. Vivo '87 (Parte Prima) - 28'13"
Testi e musiche di John Lennon e Paul McCartney, eccetto dove indicato.
- She Loves You
- I'm a Loser
- I Feel Fine
- Help!
- Ticket to Ride
- Mr. Moonlight (Roy Lee Johnson)
- A Taste of Honey (Bobby Scott - Rick Marlow)
- Don't Let Me Down
- Let It Be
- It's Now or Never (Wally Gold - Aaron Schroeder - Eduardo di Capua)
- One Night (Dave Bartholomew, Pearl King, Anita Steiman)
- Jailhouse Rock (Jerry Leiber - Mike Stoller)

2. Vivo '87 (Parte Seconda) - 26'40"
- Include gag e scenette i cui titoli non sono riportati in copertina.